# 뉴가와역
뉴가와역(일본어: 壬生川駅 뉴우가와에키[*])은 일본 에히메현 사이조시에 있는 시코쿠 여객철도 요산선의 역이다. 역 번호는 Y36이며, 전형적인 국철형 배선이자 섬식 승강장 구조의 지상역이다.

## 이용 현황
| 연도     | 하루 평균 승차 인원 |
| 2007년도 | 731명               |
| -------- | ------------------- |

## 역 주변
- 사이조 시청 도요 종합지소
- 사이조 시립 도요 도서관

## 역사
- 1923년 5월 1일 : 개업.
- 1987년 4월 1일 : 민영화에 따라, 시코쿠 여객철도로 이관.

## 인접 정차역
| 시코쿠 여객철도 요산선      | 시코쿠 여객철도 요산선 | 시코쿠 여객철도 요산선        |
| --------------------------- | ---------------------- | ----------------------------- |
| Y 35 다마노에 다카마쓰 방면 | 요산 선                | 이요미요시 Y 37 마쓰야마 방면 |